# Réserve forestière de Mangombé
La Réserve forestière de Mangombé  est située dans la forêt dense humide de basse altitude du département de la Sanaga-Maritime au Cameroun. Elle est constituée de plusieurs parcelles de plantation d'arbres dont un site de Mansonia altissima, deux de Lovoa trichilioides, trois de Terminalia ivorensis et une forêt naturelle perturbée.

## Description
La réserve dispose de 26 familles, 42 genres et 46 espèces forestières dont les Meliaceae et Apocynaceae forment le fond floristique. Le sous-bois des parcelles est moins diversifié que la forêt naturelle environnante.